# 萨特莱杰河
薩特萊傑河是印度河中游的主要支流之一，上游位於中国境内，称朗钦藏布（象泉河），發源於西藏自治區阿里地區札達縣達巴鄉西蘭塔南部喜馬拉雅山脈北麓冰川。幹流經印度喜馬偕爾邦流入旁遮普邦，在費羅茲普爾北面流入巴基斯坦旁遮普省，在馬齊附近與奇納布河匯合。薩特萊傑河流域面積395,000平方公里，河長1,450公里。喜馬偕爾邦戈溫德湖是薩特萊傑河所流經的最大的湖泊。
由於印度河及其他好幾條支流都是從印度流入巴基斯坦，兩國在水資源的分配上出現爭議，後由世界銀行介入調停，經多年努力，兩國於1960年9月達成《印度河水協定》。根據協定，薩特萊傑河、拉維河及比亞斯河劃歸印度。。